# Larissa Airport
Larissa Airport är en flygplats i Grekland.   Den ligger i prefekturen Nomós Larísis och regionen Thessalien, i den centrala delen av landet, 210 km nordväst om huvudstaden Aten. Larissa Airport ligger 73 meter över havet.
Terrängen runt Larissa Airport är huvudsakligen platt, men åt nordost är den kuperad. Runt Larissa Airport är det ganska glesbefolkat, med 30 invånare per kvadratkilometer. Närmaste större samhälle är Lárisa, 4,4 km väster om Larissa Airport. Trakten runt Larissa Airport består till största delen av jordbruksmark.